# 40-mm-Maschinengranatwerfer Mk 20

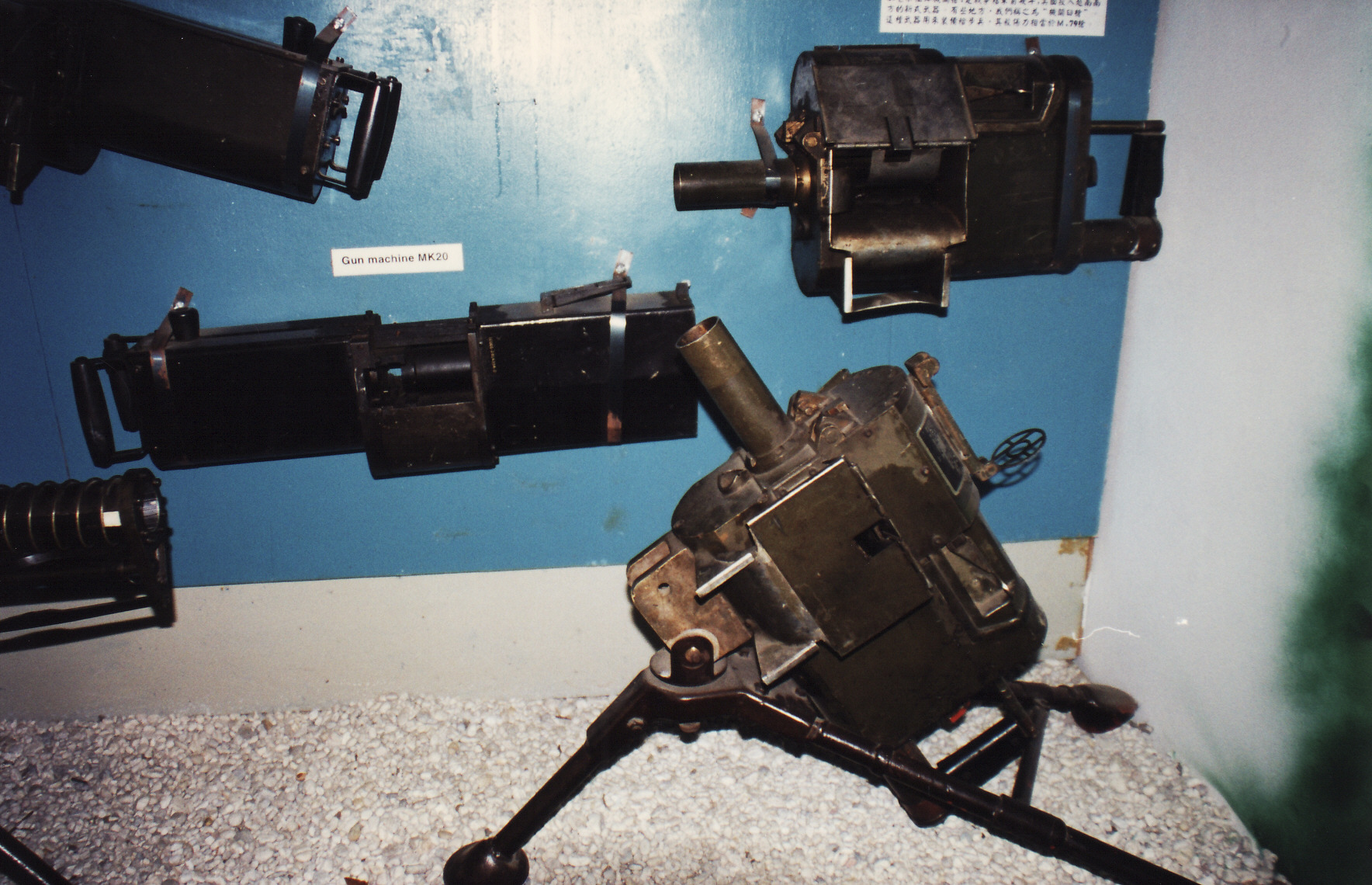
Mk 20 (mittig im Hintergrund)

Der Mk 20 Mod 0 ist ein vollautomatischer Granatwerfer US-amerikanischer Herkunft. Er wurde von der Naval Ordnance Station Louisville, einer Einrichtung der US Navy entwickelt und produziert.

## Entwicklung und Einsatz
Während des Vietnamkriegs erkannte die US Navy Bedarf für wirkungsvolle Unterstützungswaffen kurzer und mittlerer Reichweite, die auf den Flusspatrouillenbooten (PBR) eingesetzt werden konnten. Die US-Navy-Boote patrouillierten auf den großen Flüssen und Binnengewässern Vietnams und hatten die Aufgabe, die Ufer zu kontrollieren und zu beherrschen. Dafür brauchen sie große Feuerkraft aus Waffensystemen, die aufgrund der Begrenzungen der Bootsgröße kompakt und leicht sein mussten. Aufgrund der vielerorts dichten Vegetation war eine große Feuerreichweite nicht erforderlich. Die Lösung der Navy war ein schnellfeuernder Granatwerfer im Kaliber 40 Millimeter. Es entstanden drei technisch sehr verschiedene Systeme:
- Der Granatwerfer Mark 18 ist eine manuell, das heißt mit einer Handkurbel angetriebene Waffe mit einem außergewöhnlichen gespaltenen Patronenlager, das sich auch während der Schussabgabe nicht vollständig schließt. Dies ist durch die Verwendung der mit vergleichsweise geringem Innendruck arbeitenden Granate 40 × 46 mm möglich.[1]
- Der Maschinengranatwerfer Mark 19 ist konventioneller aufgebaut und wurde zur Verwendung der leistungsstärkeren Granate 40 × 53 mm entworfen. Er konnte in den ersten drei Entwicklungsstufen Mod 0 bis Mod 2 jedoch nicht überzeugen.
- Der Maschinengranatwerfer Mark 20, der hier beschrieben wird, wurde wie der Mark 18 für die Granate 40 × 46 mm entworfen. Die Entwicklung begann im August 1966, im Mai 1970 wurde die Waffe dann offiziell von der US Navy eingeführt und von da an auf ihren Flussbooten eingesetzt. Erst nachdem der Mark-19-Granatwerfer in der vierten Entwicklungsstufe Mod 3 einen zufriedenstellenden Stand erreicht hatte, ersetzte er ab 1983 den Mark 20.

## Technik
Der Granatwerfer Mark 20 arbeitet nach dem sehr seltenen Funktionsprinzip einer zuschießenden Blow-Forward-Waffe. Vor Betätigen des Abzugs ist das Rohr in einer vorgeschobenen Stellung, die Granaten, die über einen Munitionsgurt zugeführt werden, liegen offen vor dem Verschluss. Wird der in Form eines Knopfes zwischen den beiden Handgriffen der Waffe ausgeführte Abzug betätigt, so drückt eine Feder das Rohr nach hinten, so dass es über die Granate gleitet. Am Ende seiner Bewegung löst das Rohr den Schuss aus. Der Gasdruck der Treibladung beschleunigt die Granate und die bei ihrer Bewegung im Lauf entstehende Reibungskraft drückt das Rohr wieder nach vorne, diese Bewegung betätigt auch den Gurtzuführungsmechanismus, so dass eine neue Granate vor den Verschluss gebracht wird. Der Granatwerfer hat einen halbautomatischen Einzelschussmodus und einen vollautomatischen Feuermodus, das heißt bei gedrücktem Abzugsknopf werden die vorhandenen Granaten mit einer Kadenz von etwa 250 bis 275 Schuss pro Minute abgefeuert.

## Technische Daten
| Mk-20-Maschinengranatwerfer | Mk-20-Maschinengranatwerfer |
| --------------------------- | --------------------------- |
| Kaliber:                    | 40 × 46 mm SR               |
| Feuerrate                   | 240 Schuss/min.             |
| Mündungsgeschwindigkeit     | 73 m/s                      |
| max. Reichweite             | 400 m                       |
| max. effektive Reichweite   | 350 m                       |
| Länge                       | 79,2 cm                     |
| Breite                      | 23,6 cm                     |
| Höhe                        | 24,4 cm                     |
| Gewicht                     | 11,8 kg                     |